# مونتسرات سوتو
مونتسرات سوتو (برشلونة، 1961 ) هي فنانة اسبانية تعمل بشكل رئيسي في التصوير الفوتوغرافي والفنون التنصيبية لا سيما التركيبات. تركز تصويرها على الفراغ والمكان والمناظر الطبيعية مُحللة الفراغ كعنصر منفرد. توثق بعض من مجموعاتها الأكثر نجاحًا مستودعات المتاحف ومنازل جامعي التحف الفنية.

## السيرة الذاتية
تعلمت في مدرسة ماسانا ومدرسة الفنون الجميلة في غرونوبل ولاحقًا أتمت دراستها بباريس. قامت بأول معرض منفرد لها عام 1990.في غرونوبل تعرفت على رئيس لجنة الفنون فريدريك مونتريس.بينما كانت تدرس هي الفنون الجميلة كان يدرس هو في مدرسة ماجاسين. بناءًا على دعوة من مونتريس قدمت مشاركة في مشروع الفضاء 13  مع عناصر مضيئة التي كانت تشير إلى طريق داخل الفضاء.هذه التأثيرات جعلت الأحجام معقدة وشوهت الإدراك.في 1996 أسست التركيب العكسي في سالا مونتاكادا حيث حولت صالة المعرض إلى سطح لا يصلح للتصوير الفوتوغرافي المعماري.
بين عامي 1998 و2006 قدمت لوحة سيكريتوس.ميموريا اورال (Secretos. Memoria oral) حيث تذكر بها المكان الذي دُفن به جدها - الذي قُتل بالرصاص في الحرب الأهلية - وعُثر على جثته بمساعدة جمعية استعادة الذاكرة التاريخية.
منذ 2012 تعيش وتعمل في غومايل دي ايزان في مقاطعة بورغوس.
في 2019 اقامت معرض انفيرنو ثيجو Infierno Ciego (الجحيم الأعمي).المستوحى من المناظر الطبيعية التي وصفها فيرجيليو - المرور عبر الجحيم – في الكوميديا الإلهية التي ألفتها دانتي حيث يوجد بها العديد من الصور لبورغوس وخاصة المنطقة التي تقيم بها.
وفي العام نفسه مُنحت جائزة إنجاز العمر التابعة لمؤسسة انايري وكذلك جائزة بلينا مون Premio Plena Moon  التي تُمنح وفقًا لأسس شخص يضيء الليل بنوره ولكونها المالكة والملهمة للفن والجمال، حامية وناشرة له.
وفي 2019 ايضًا حصلت على جائزة التصوير الوطنية لاهتمامها بالبيئة والذاكرة.

## أبرز المعارض
- 1992 - Pasas. Espacio 13. Fundació Joan Miró, Barcelona. مؤسسة خوان ميرو- برشلونة
- 1996 - Sin número. Sala Montcada. La Caixa. Barcelona.
- 2004 - Del umbral al límite. Koldo Mitxelena.
- 2005 - Tracking Madrid. Museo Nacional Centro de Arte Reina Sofía. MNCARS.
- 2006 - Archivos de Archivos. Centre de Arte Panera.
- 2006 - Museo Patio Herreriano. Valladolid. متحف باتيو ايريريانو في بلد الوليد
- 2007 - Lugar de silencios. Con Dionisio Cañas. Arts Santa Mònica CASM. Barcelona.
- 2008 - Pabellón a Caballo. Periférico de Caracas Arte Contemporáneo. Caracas.
- 2010 - Museo de Zaragoza.متحف سارجوسا
- 2018 . Imprimatur. Sala Canal Alcalá 31 (Madrid). A través de 51 fotografías, una escultura y dos videoinstalaciones reconstruye la construcción de la herencia cultural e histórica y la censura, una muestra que forma parte de la sección oficial de PHotoEspaña.
- 2019. Infierno ciego, presentada en Barcelona en la galería Rocío Santa Cruz.
- 2021. Doom City. Del ser nómada al ser sin lugar. Madrid Real Jardín Botánico. XXIV edición de PhotoEspaña.
- 2021. Carretera al Imperio. Centro de Arte Caja de Burgos.